# Ardisia foetida
Ardisia foetida är en viveväxtart som beskrevs av Carl Ludwig von Willdenow, Roem och Schult. Ardisia foetida ingår i släktet Ardisia och familjen viveväxter. Inga underarter finns listade i Catalogue of Life.